# Любовцова, Нина Михайловна
Ни́на Миха́йловна Любовцо́ва (30 декабря 1912, Кадом, Темниковский уезд, Тамбовская губерния, Российская империя — 2004, Астрахань, Россия) — советская и российская писательница, автор повестей и романов исторической и краеведческой тематики.

## Биография
Родилась в городе Кадоме Тамбовской губернии (сегодня — районный центр в Рязанской области), в двухлетнем возрасте осталась без отца и матери. Училась в школе с педагогическим уклоном, затем работала инспектором по ликбезу, заведовала сельской школой Кадомского района. В 1938 году окончила Ленинградский технологический институт по специальности «инженер-механик по обработке древесины». После войны поселилась в Астрахани.
Занялась литературным творчеством, выйдя на заслуженный отдых в 1970 году. На протяжении восьми лет возглавляла городской клуб книголюбов, десять лет являлась председателем клуба «Прометей» при книжном магазине «Время». Опубликовала несколько книг при жизни, наиболее известная из них — «Пирамида Хуфу» — была переиздана после её смерти в 2011 году.